# Eukratides II.

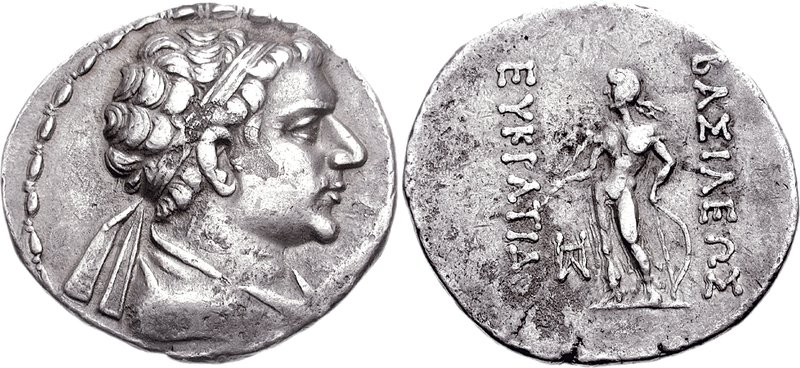
Münze Eukratides' II.

Eukratides Soter (II.) (altgriechisch Εὐκρατίδης Eukratídēs; regierte ca. 145 bis 140 v. Chr.) war ein griechisch-baktrischer König. Er ist bisher nur von seinen Münzen bekannt. Er war vielleicht der Sohn von Eukratides I. (etwa 171 bis 145 v. Chr.) und regierte für diesen in Baktrien, während Eukratides I. sich auf einem Indienfeldzug befand. Dort soll er nach Junianus Justinus 41,6 von seinem Sohn ermordet worden sein. Dieser Sohn wird nicht mit Namen genannt, vielleicht war es Eukratides II. 